# Said ibn Taimur

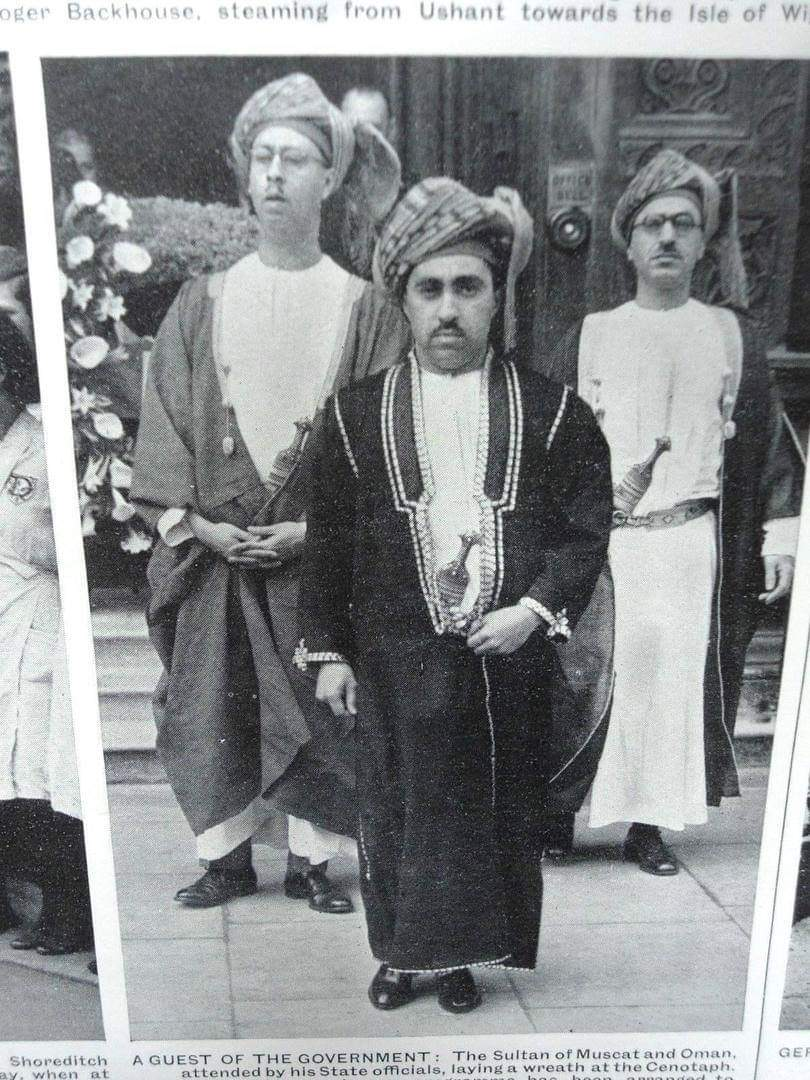
Said bin Taimur 1939 in Großbritannien

Said bin Taimur Al Said (arabisch سعيد بن تيمور آل سعيد, DMG Saʿīd ibn Taimūr Āl Saʿīd, belutschisch Saíd bin Temúr; * 13. August 1910 in Maskat; † 19. Oktober 1972 in London) war von 1932 bis 1970 Sultan von Maskat und Oman. Maskat und Oman war ein Staatsgebilde, das aus dem heutigen Oman (inklusive der Hauptstadt Maskat) und Teilen der heutigen Vereinigten Arabischen Emirate bestand.

## Die frühen Jahre
Said bin Taimur wurde 1910 als Enkel des damals regierenden Sultan Faisal ibn Turki in Maskat geboren. Vom 14. Februar 1922 bis Mitte 1927 besuchte er das Mayo College in Ajmer (Indien), wo er Urdu und Englisch sprechen lernte. In diesem Internat wurden vornehmlich Abkömmlinge indischer Herrscherfamilien und des indischen Hochadels ausgebildet; es wurde auch als „Prinzen-College“ bezeichnet. Allerdings konnten sich dort seine arabischen Sprachkenntnisse nicht richtig entwickeln, so dass es der Wunsch seines seit 1913 herrschenden Vaters Taimur ibn Faisal war, die Erziehung seines Sohnes in einem arabischsprachigen Land fortzusetzen. Sultan Taimur präferierte für die Erziehung seines Sohnes zunächst eine Schule in Kairo, was jedoch von der britischen Schutzmacht wegen der stark anti-britischen Strömungen in Ägypten vehement abgelehnt wurde, da man fürchtete, diese negative Einflüsse könnten auf den Thronfolger überspringen. Alternativ wurde von Sultan Taimur eine Schule in Bagdad ins Spiel gebracht. Die Briten schlugen daraufhin eine Schule in Beirut vor, was wiederum vom Sultan abgelehnt wurde. Sultan Taimur setzte sich schließlich durch, und so besuchte Said vom 24. September 1927 für ein Jahr eine Schule in Bagdad. Anschließend kehrte er nach Karatschi zurück. Da sich sein Gesundheitszustand im Laufe des Jahres verschlechterte, entschloss er sich, nach Oman zurückzukehren; er traf am 31. Mai 1931 wieder in Maskat ein. 1932 musste sein Vater wegen der zerrütteten Staatsfinanzen, die sich im Zuge der Weltwirtschaftskrise weiter verschlechtert hatten, zu Gunsten seines Sohnes zurücktreten. Said wurde damit am 10. März 1932 der neue Sultan von Maskat und Oman.

## Regentschaft
Durch eine strikte Sparpolitik und Importbeschränkungen versuchte er zunächst die Staatsfinanzen zu sanieren und die große Staatsverschuldung abzubauen, um dem Land wieder politischen Handlungsspielraum zu verschaffen. Allerdings wurde durch die Sparpolitik jede wirtschaftliche Entwicklung Omans blockiert und das Bildungs- und Gesundheitswesen stark vernachlässigt. 1954 kam es nochmals zu Auseinandersetzungen mit den Wahhabiten in Saudi-Arabien, nachdem saudische Truppen die Oase Buraimi besetzt hatten. Auf britischen Druck hin mussten sie sich jedoch 1955 endgültig aus Oman zurückziehen.
Da sich seit Beginn des 20. Jahrhunderts die Erdölfunde in der Golfregion häuften, versuchte Said, auch die Kontrolle über das Landesinnere zu erringen, indem er sich mit verschiedenen Stämmen verbündete, um dadurch das Imamat zu schwächen. Das Imamat war eine autonome Regierung im Landesinneren Omans (mit Nizwa als Hauptstadt). 1920 hatten sich die omanische Regierung und das Imamat im Vertrag von Seeb darauf verständigt, dass der Oman nach außen durch die Regierung in Maskat vertreten werde, das Imamat jedoch autonom (durch einen Regierungschef, den Imam) über Teile Omans regieren durfte. Nach dem Tod von Imam Muhammad bin Abdallah al-Khalili 1954 verschärften sich die Auseinandersetzungen, da der neue Imam Ghalib ibn Ali al-Hina'i (1954–1955) die völlige Unabhängigkeit von Maskat anstrebte. Nach der Vertreibung des Imams kehrte er 1957 mit ägyptischer Unterstützung zurück und setzte den Kampf fort. Erst 1959 konnte der Widerstand mit britischer Unterstützung gebrochen werden. Allerdings hatte sich durch diese Kämpfe die Verschuldung des Landes zwischenzeitlich so stark erhöht, dass 1958 die omanische Enklave Gwadar in Belutschistan an Pakistan verkauft werden musste. Dafür wurden drei Millionen Pfund von Aga Khan III. an Oman gezahlt.
Said war ein eigenwilliger Herrscher. Seine notorische Sparsamkeit, sein Misstrauen gegenüber Beratern sowie sein Unvermögen, Aufgaben zu delegieren, beeinträchtigten in wachsendem Maße seine Fähigkeit, die Geschicke des Landes zu lenken. Rigide Regelungen erschwerten Ein- und Ausreise. Der Sultan griff mit seinen Anordnungen in alle Bereiche des Lebens seiner Untertanen ein. Sonnenbrillen waren verboten, ebenso der Besitz und die Benutzung von Radiogeräten. Said bestimmte, wer sich verheiraten, wer eine Ausbildung bekommen oder das Land verlassen durfte. In den 1960er Jahren stützte er sich bei der Verwaltung des Landes vorwiegend auf britische Berater. So war zu jener Zeit der britische Major F. C. L. Chauncy sein persönlicher Berater und der englische Brigadier P. R. M. „Pat“ Waterfield sein Verteidigungsminister. Der einzige Minister omanischen Ursprungs war Innenminister Ahmad bin Ibrahim. Ihm oblag die Verwaltung des Inneren Omans, seitdem sich Sultan Said 1958 vollkommen nach Salala in der Provinz Dhofar zurückgezogen hatte. Als sich 1966 abzeichnete, dass Oman bald über Öleinnahmen verfügen würde, leitete Said zahlreiche Modernisierungsschritte ein und vergab Aufträge für den Ausbau des Hafens von Matrah, für eine Asphaltstraße von Maskat nach Sohar, einen Rundfunksender und weitere Entwicklungsprojekte. Auch ließ er im Mai 1970 erstmals eine nationale Währung einführen, die die indische Golfrupie, den Maria-Theresia-Taler und lokale Kleinmünzen ablösten. Diese Schritte kamen zu spät, um Said an der Regierung zu halten, ermöglichten es aber seinem Sohn Qabus nach dem Sturz des Vaters am 23. Juli 1970, dank der eingeleiteten Projekte rasch mit Entwicklungserfolgen aufzuwarten.
1965 war in der Provinz Dhofar, einem besonders vernachlässigten Landesteil, der Dhofar-Aufstand ausgebrochen, der später vom kommunistischen Südjemen unterstützt wurde. Der Dhofar-Krieg läutete gleichzeitig das Ende von Saids Herrschaft ein.

## Sturz
Dem Sohn des Sultans, Qabus ibn Said, blieb die Rückständigkeit seines Landes nicht verborgen. Auch wurde die militärische Lage im Dhofar immer desolater. Am 23. Juli 1970 stürzte Qabus mit Hilfe des jungen Scheichs Baraik bin Hamood durch einen fast unblutigen Staatsstreich seinen Vater. Said, der von den meisten seiner Gefolgsleute bereits verlassen worden war, unternahm einen letzten verzweifelten Widerstandversuch, zückte seine Pistole und schoss wild um sich. Dabei wurde Baraik in den Schenkel getroffen. Nachdem Said sein Magazin leergeschossen hatte, versuchte er nachzuladen, schoss sich dabei aber selbst in den Fuß und beendete so die Auseinandersetzung. Danach fügte er sich seinem Schicksal und unterzeichnete die Abdankungsurkunde. Nach einer ersten ärztlichen Versorgung wurde er nach London ins Exil geflogen. Er lebte dort bis zu seinem Tode zurückgezogen in einer Suite des Hotels The Dorchester. Zunächst wurde er auf dem Brookwood-Friedhof in Woking, Surrey, England beigesetzt, später jedoch zum „Royal Cemetery“ nach Maskat überführt.

## Abstammung
Sultan Said war der Sohn von Sultan Sayyid Taimur bin Faisal Al Said (1886–1965) und Prinzessin Sayyida Fatima bint Ali Al Said (* 4. Mai 1891; † April 1967).
Er war mit drei Frauen verheiratet:
- 1. Frau: eine Unbekannte „al-Mashani“ (= vom al-Mashani-Stamm); Heirat im April 1933 im Dhofar, später geschieden.
  - aus dieser Verbindung ging eine Tochter hervor: Sayyida Umaima bint Said Al Said (* 1934 im al-Hisn-Palast in (Salala, Dhofar); † 28. November 2002 in Maskat, begraben im „Royal Cemetery Muscat“).[9]
- 2. Frau Mazun al-Maschani (eine Cousine seiner ersten Frau); Heirat 1936 im Dhofar[9]
  - aus dieser Verbindung ging ein Sohn hervor: Sultan Sayyid Qabus bin Said Al Said (* 18. November 1940; † 10. Januar 2020)
- 3. Frau: unbekannt
  - Aus dieser Verbindung ging eine Tochter hervor: Sayyida Khadija bint Said Al Said (?–1968)